# Rybnik
Rybnik ist eine Großstadt in der Woiwodschaft Schlesien in Polen. Sie ist Zentrum des Rybniker Kohlenreviers (ROW), kreisfreie Stadt und Sitz des Powiat Rybnicki, dem es nicht angehört.

## Geographie

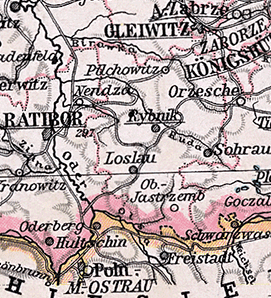
Rybnik südsüdwestlich von Gleiwitz auf einer Landkarte von 1905

Rybnik liegt  in der Region Oberschlesien nahe der Grenze zu Tschechien am linken Ufer der Ruda auf einer Höhe von 237 m über dem Meeresspiegel,  etwa 25   Kilometer südsüdwestlich von Gleiwitz, 160 Kilometer südöstlich von Breslau und rund 100 Kilometer westlich von Krakau.

## Stadtgliederung
Die Stadt Rybnik gliedert sich in 27 Stadtteile (dzielnice):
- Boguszowice Stare (Boguschowitz)
- Boguszowice Osiedle (Vorwerk Boguschowitz)
- Chwałowice (Chwallowitz)
- Chwałęcice (Chwallentzitz)
- Golejów (Golleow)
- Gotartowice (Gottartowitz)
- Grabownia (Grabownia)
- Kamień (Stein)
- Kłokocin (Klokotschin)
- Ligota – Ligocka Kuźnia (Ellguth – Karstenhütte)
- Meksyk
- Niedobczyce (Niedobschütz)
- Niewiadom (Birkenau)
- Maroko-Nowiny
- Ochojec (Ochojetz)
- Orzepowice (Orzupowitz)
- Paruszowiec-Piaski (Paruschowitz)
- Popielów (Poppelau)
- Radziejów (Radzieow)
- Rybnicka Kuźnia (Rybniker Hammer)
- Rybnik-Północ – Rybnik-Nord
- Smolna (Smollna)
- Stodoły (Stodoll)
- Śródmieście – Innenstadt
- Wielopole (Königlich Wielepole)
- Zamysłów (Königlich Zamislau)
- Zebrzydowice (Seibersdorf)

## Geschichte
Der Ortsname der Stadt bedeutet im Polnischen wie auch im Tschechischen „Fischteich“, abgeleitet von ryba „Fisch“. Dieser Name verweist auf die große Bedeutung, die die Fischzucht im Mittelalter für die Wirtschaft der Stadt besaß, was sich bis heute in ihrem Wappen widerspiegelt.

### Vorgeschichte und Mittelalter

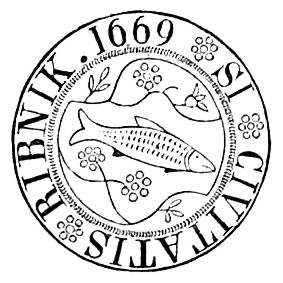
Wappen der Stadt von 1699

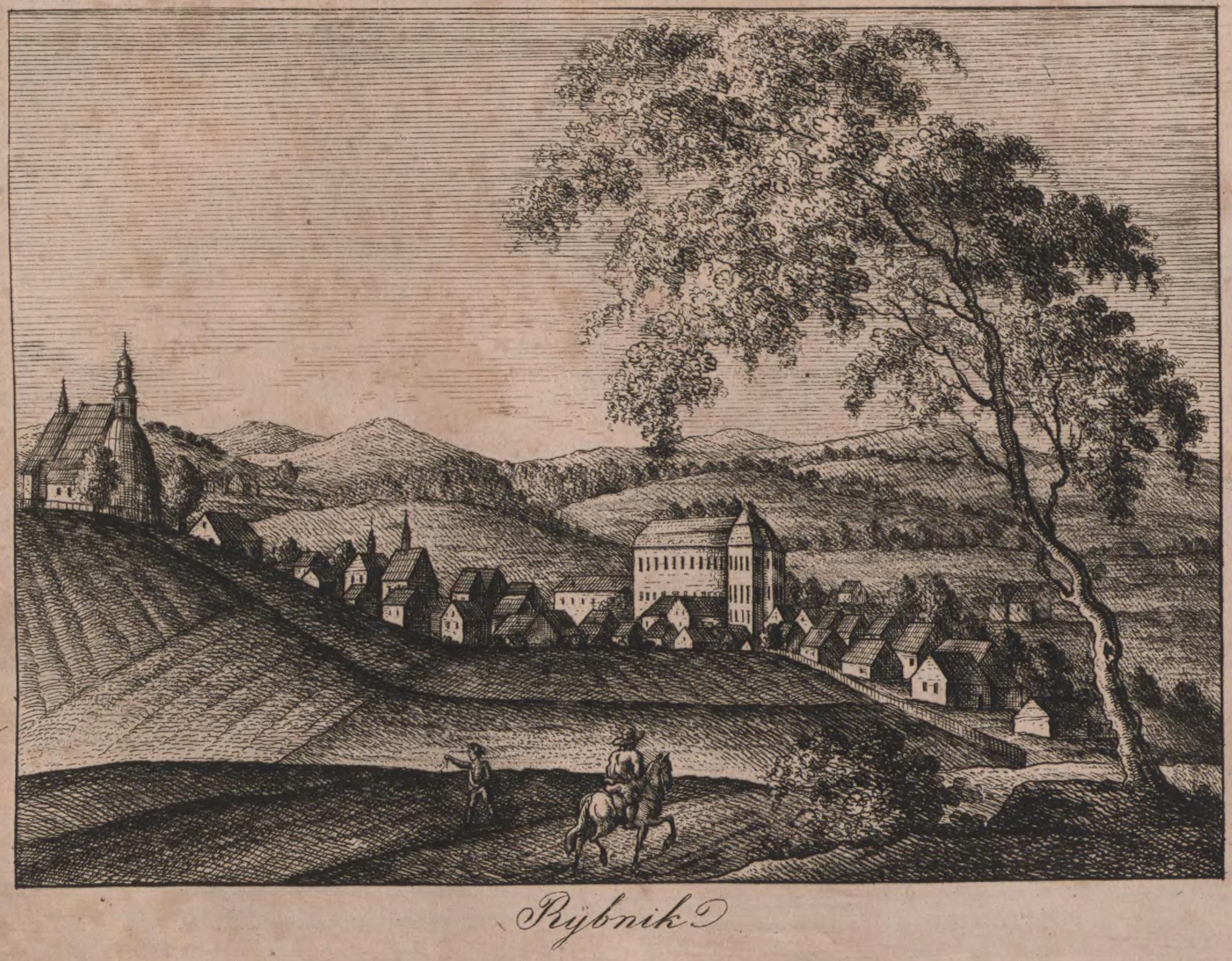
Rybnik zu Beginn des 19. Jahrhunderts

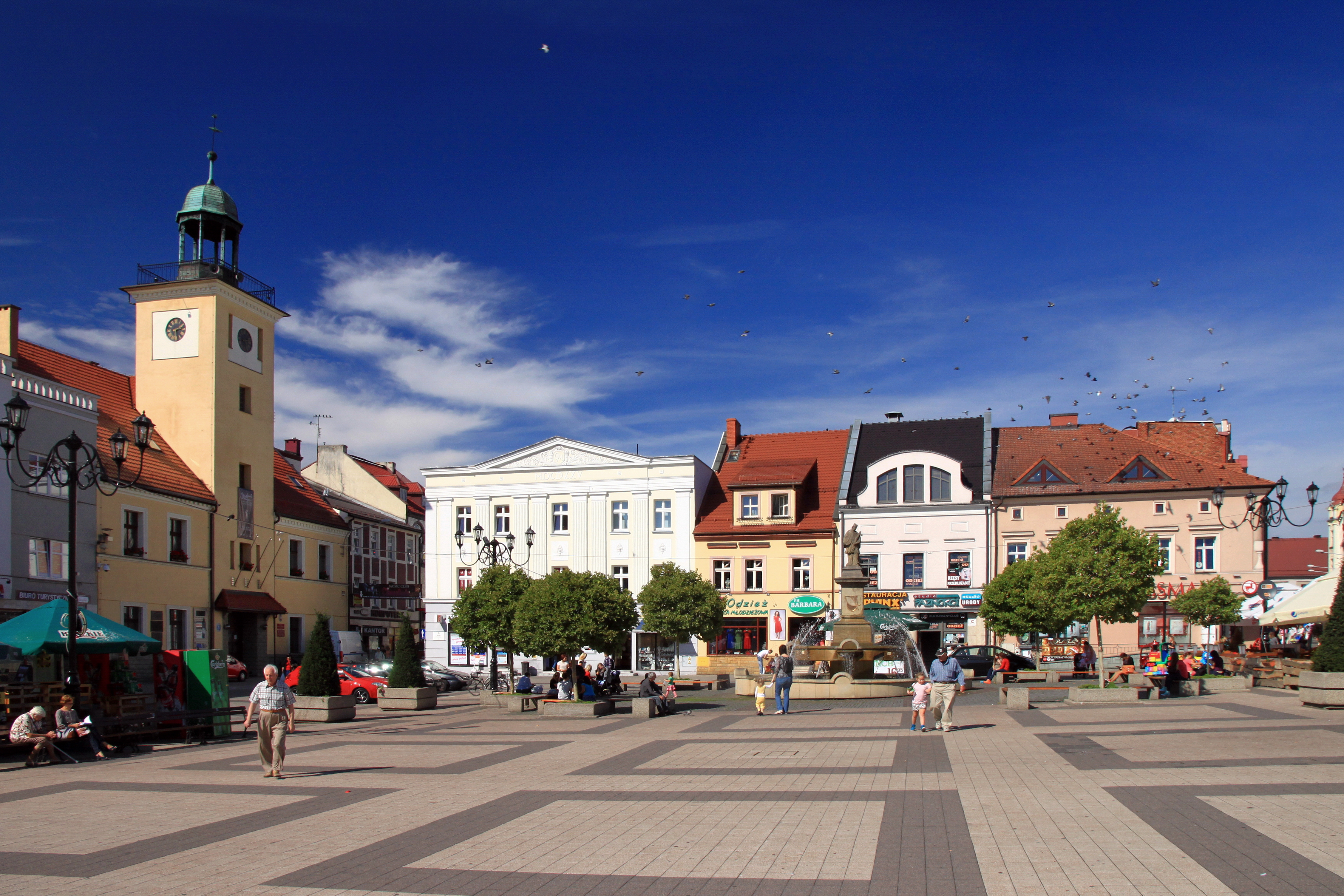
Der Ring mit dem Alten Rathaus von 1822

Die Ursprünge der Stadt lassen sich bis in das 9. bzw. 10. Jahrhundert zurückverfolgen. Damals existierten auf dem heutigen Stadtgebiet drei slawische Siedlungen, die sich schließlich zusammenschlossen. Das Gebiet gehörte zum Herzogtum Ratibor, das von den Schlesischen Piasten regiert wurde. Dessen Herzog Mieszko I. gründete in Rybnik das erste Kloster, das 1228 nach Czarnowanz verlegt wurde. Im Rahmen der mittelalterlichen deutschen Ostkolonisation erhielt Rybnik zwischen 1288 und 1300 Stadtrecht nach Magdeburger Recht. Zusammen mit dem Herzogtum Ratibor gelangte es 1327 als ein Lehen an die Krone Böhmen und lag seither in den Grenzen des Heiligen Römischen Reiches (HRR). Mit dem Tod von Herzog Lestko erlosch der Ratiborer Zweig der Piasten und Rybnik gelangte 1336 an den Troppauer Zweig der Přemysliden im Herzogtum Troppau. Während der Hussitenkriege richteten die Hussiten schwere Zerstörungen an, bevor sie 1433 in einer entscheidenden Schlacht auf einem Hügel bei Rybnik unterlagen. Nach weiteren Teilungen und Verpfändungen gelangte Rybnik zusammen mit Sohrau 1437 an den Jägerndorfer Herzog Nikolaus V., der u. a. die Titulatur Herzog von Rybnik führte und 1452 in Rybnik starb. Ihm folgte dessen jüngerer Sohn Wenzel von Rybnik, dem auch Sohrau und Pleß gehörten. Als Parteigänger des böhmischen Königs Vladislav II. wurde er 1474 vom Gegenkönig Matthias Corvinus gefangen genommen. Vermutlich nach Wenzels Tod 1479 gelangte Rybnik mit Sohrau und Loslau an Johann IV. von Jägerndorf-Loslau und nach dessen Tod 1483 wiederum an das Herzogtum Ratibor, das entsprechend einer Erbvereinbarung nach dem Tod des letzten Troppau-Ratiborer Přemysliden Valentin von Ratibor 1521 an den Oppelner Herzog Johann II. fiel. Da mit diesem 1532 der Oppelner Zweig der Schlesischen Piasten erlosch, fiel Rybnik zusammen mit dem Herzogtum Oppeln als erledigtes Lehen an Böhmen, dessen Landesherren seit 1526 die Habsburger in ihrer Eigenschaft als König von Böhmen waren.

### Neuzeit
1575 wurde das nun landesherrliche Rybnik als Herrschaft Rybnik von Ladislaus II. Popel von Lobkowitz erworben. In dessen Familie verblieb die Herrschaft Rybnik, die aus der Stadt Rybnik und 13 Dörfern bestand, bis 1638. Weitere Besitzer waren die Grafen von Oppersdorf und die Grafen von Wengersky. Durch den Ersten Schlesischen Krieg gewann Friedrich II. 1742 den größten Teil Schlesiens einschließlich Rybnik für Preußen. 1788 erwarb König Friedrich Wilhelm II. die Herrschaft Rybnik.

### 18. und 19. Jahrhundert
Im 18. Jahrhundert gehörte Rybnik zur Steuerrätlichen Inspektion in Neustadt O.S. Die Stadt entwickelte sich zu einem regionalen Handelszentrum. Bereits Ende des 18. Jahrhunderts gewann der Steinkohlenbergbau wirtschaftliche Bedeutung. Ab 1818 war Rybnik Sitz des preußischen Landkreises Rybnik.
Im Jahr 1893 befand sich mit 2003 m das weltweit tiefste Bohrloch im Stadtteil Paruschowitz. Karl Köbrich, der die bis dahin weltweit tiefste Bohrung bei Schladebach betreut hatte, war auch für diese Bohrung zuständig. 1914 wurde in Rybnik mit 2240 m Teufe ein neuer Tiefenrekord aufgestellt.

### 20. Jahrhundert bis heute

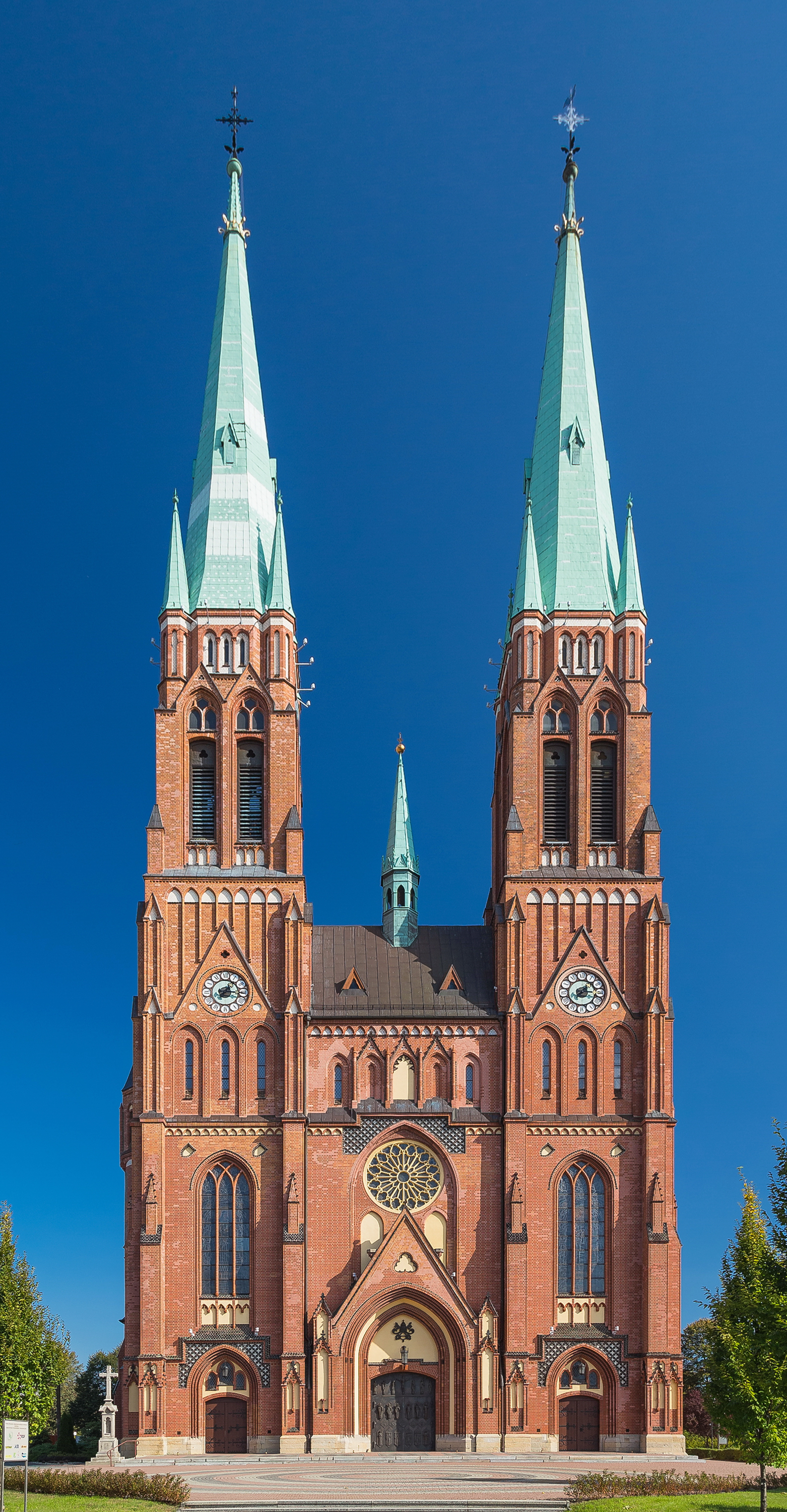
Neugotische St.-Antonius-Basilika, erbaut zwischen 1903 und 1907

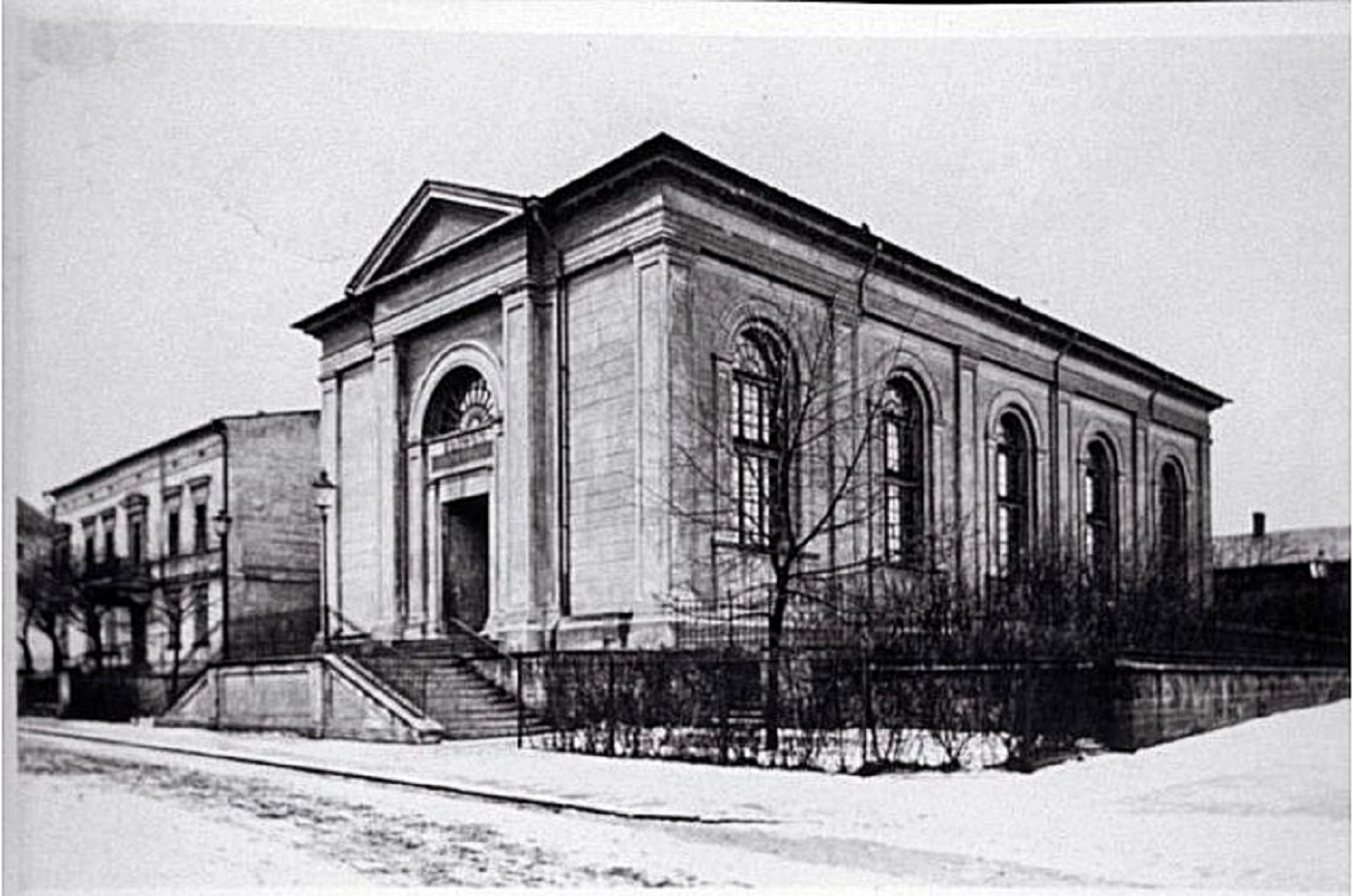
Die Rybniker Synagoge – 1940 zerstört

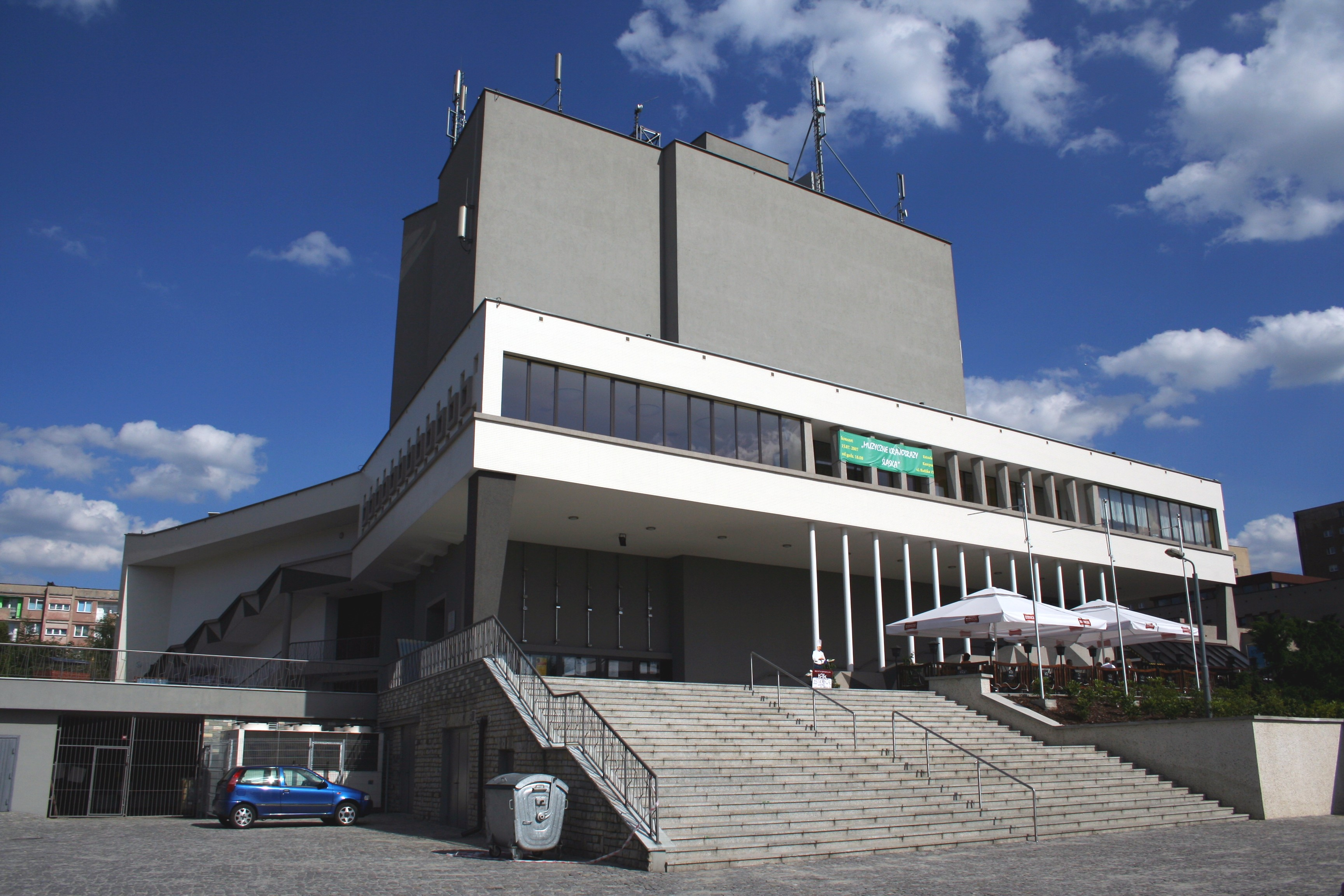
Das Teatr Ziemi Rybnickiej Theater des Rybniker Landes, Bauzeit 1958–1964

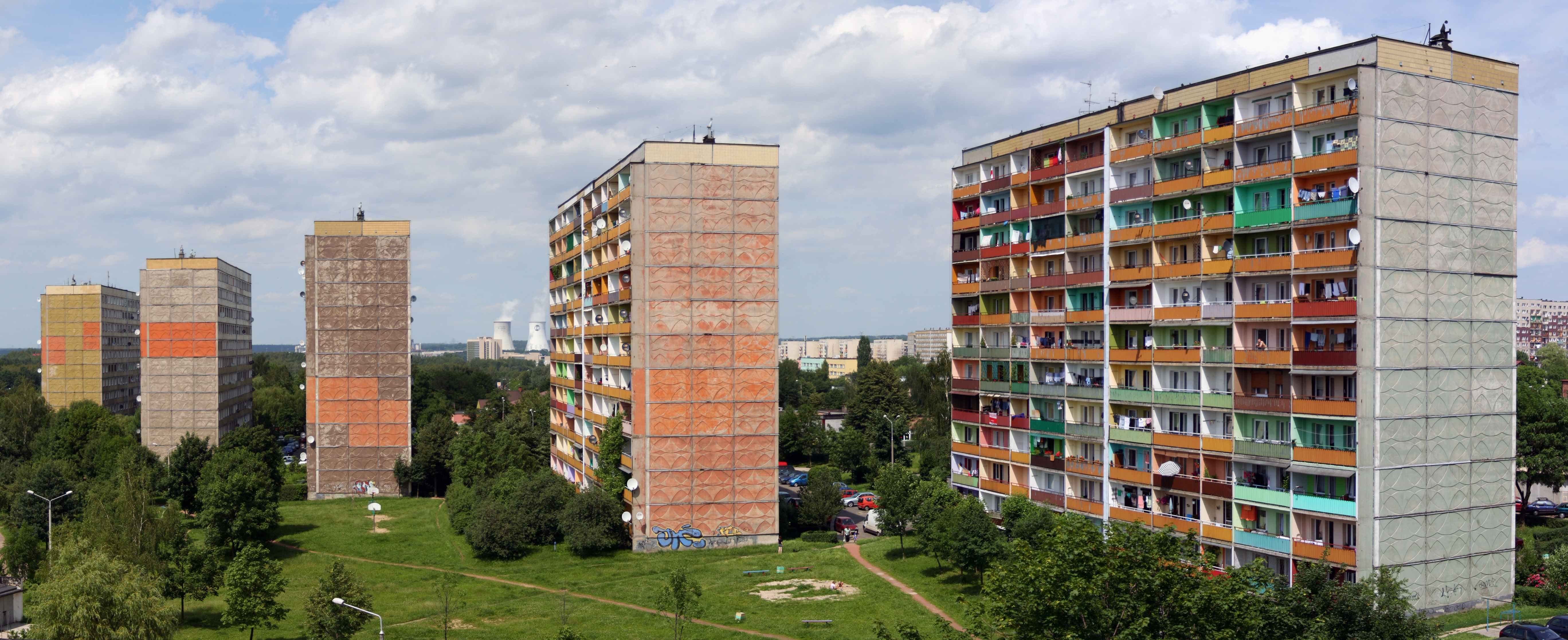
Die Großwohnsiedlung Nowiny aus den 1970er Jahren

Am Anfang des 20. Jahrhunderts hatte Rybnik eine evangelische und drei katholische Kirchen, eine Synagoge, ein jüdisches Waisenhaus,  eine Provinzial-Heil- und Pflegeanstalt, zwei Oberförstereien, zwei Eisenwerke (Silesia und Rybniker Hütte), eine Leder- und eine Metallwarenfabrik, eine Färberei, eine Bierbrauerei, eine Getreidemühle mit Brotfabrik, zwei Sägewerke, Ziegeleien und war Sitz des Amtsgerichts Rybnik.
Nach dem Ersten Weltkrieg wurde die Zweite Polnische Republik gegründet. Über die Zugehörigkeit des ethnisch gemischten Gebiets Oberschlesien wurde 1921 eine Volksabstimmung durchgeführt. In der Stadt Rybnik wurden 4714 Stimmen (70,8 %) für den Verbleib in Deutschland abgegeben, 1943 Stimmen waren für den Anschluss an Polen. Da jedoch im gesamten Kreis Rybnik nur 34,7 % für Deutschland und 65,5 % für Polen votiert hatten, wurde Rybnik und der größte Teil des Kreises Polen zugeschlagen. Drei Aufstände in Oberschlesien begleiteten die Aufteilung Oberschlesiens, wobei der erste 1919 sein Zentrum in Rybnik hatte.
Mit dem Überfall auf Polen gelangte Rybnik 1939 erneut unter deutsche Herrschaft. Zunächst der Provinz Schlesien angeschlossen, kam es 1941 zur wiedergebildeten Provinz Oberschlesien. Damit gehörte es dem Teil Polens an, der unmittelbar dem Reich angegliedert wurde. Seit der Eroberung durch die Rote Armee am 26. März 1945 gehört Rybnik wieder zu Polen. Die Einwohner wurden einer „Verifizierung“ unterzogen, die für die als deutsch kategorisierten die Vertreibung zur Folge hatte. Ein großer Teil der Rybniker Deutschen gelangte nach Bottrop und Dorsten im Kreis Recklinghausen. Seit 1994 ist Rybnik daher Partnerstadt von Dorsten.
In der Volksrepublik Polen wurde der Steinkohlenbergbau im südlichen Teil Oberschlesiens vorangetrieben und mit der Gründung des Rybniker Kohlenreviers Rybnicki Okręg Węglowy „ROW“ ein Gegenstück zum Oberschlesischen Industriegebiet Górnośląski Okręg Przemysłowy „GOP“ geschaffen. Rybnik als Hauptort des neuen Industrieraumes erlebte eine beschleunigte Entwicklung. Mit der Anlage von neuen Großwohnsiedlungen für zehntausende Bewohner, allen voran der Siedlung Nowiny östlich des Stadtgebietes, sowie der Eingemeindung der umliegenden Gemeinden Chwałowice 1973 sowie Boguszowice und Niedobczyce 1975 überschritt die Einwohnerzahl im selben Jahr die Grenze von 100.000 und Rybnik wurde zur Großstadt. In den 1970er Jahren entstand ein Steinkohlekraftwerk von überregionaler Bedeutung, das sein Kühlwasser aus einem eigens angelegten Stausee bezieht. 2002 wurde in Rybnik ein moderner Campus eröffnet, auf dem die Wirtschaftsakademie und die Schlesische Universität in Katowice sowie die Schlesische Technische Hochschule in Gliwice jeweils Außenstellen betreiben.

### Demographie
| Jahr | Einwohnerzahl | Anmerkungen |
| ---- | ------------- | --- |
| 1581 | 340           | [ 7 ] |
| 1614 | 484           | [ 7 ] |
| 1657 | 560           | [ 7 ] |
| 1725 | 680           | [ 7 ] |
| 1781 | 789           | [ 7 ] |
| 1783 | 805           | davon 763 Christen und 42 Juden |
| 1796 | 1190          | [ 7 ] |
| 1803 | 1306          | [ 9 ] |
| 1806 | 1289          | [ 7 ] |
| 1810 | 1378          | [ 9 ] |
| 1815 | 1344          | [ 7 ] |
| 1816 | 1423          | ohne den Schlossbezirk (179 Einwohner); nach anderen Angaben 1428 Einwohner, davon 39 Evangelische, 1173 Katholiken, 216 Juden |
| 1821 | 1831          | [ 9 ] |
| 1825 | 1844          | ohne die Schlossgemeinde (135 Zivileinwohner, davon 46 Evangelische, 89 Katholiken), davon 51 Evangelische, 1526 Katholiken, 267 Juden |
| 1835 | 1964          | [ 7 ] |
| 1840 | 2437          | davon 137 Evangelische, 1967 Katholiken, 333 Juden (kein Militär) |
| 1845 | 2663          | [ 7 ] |
| 1855 | 3424          | [ 13 ] |
| 1861 | 3403          | davon 304 Evangelische, 2713 Katholiken, 386 Juden |
| 1867 | 3525          | am 3. Dezember |
| 1871 | 3664          | darunter 200 Evangelische und 400 Juden (1900 Polen); nach anderen Angaben 3664 Einwohner (am 1. Dezember), davon 343 Evangelische, 2948 Katholiken, 373 Juden |
| 1890 | 5156          | davon 691 Evangelische, 4114 Katholiken, 351 Juden (2200 Polen) |
| 1900 | 7918          | meist Katholiken |
| 1905 | 10.455        | am 1. Dezember, einschließlich aktiver Militärpersonen (21 Mann); davon 971 Evangelische (940 mit deutscher Muttersprache, 29 mit wendischer Muttersprache, eine Person spricht eine andere Sprache, und eine Person spricht Deutsch und eine andere Sprache) und 9074 Katholiken (4603 mit deutscher Muttersprache, 4411 mit polnischer Muttersprache, 45 sprechen eine andere Sprache, 15 sprechen Deutsch und eine andere Sprache) sowie eine andere christliche Person und 399 Juden |
| 1910 | 11.656        | am 1. Dezember, einschließlich aktiver Militärpersonen (24 Mann), davon 6485 mit deutscher Muttersprache (1104 Evangelische, 5015 Katholiken, 364 Juden und zwei Sonstige), 4239 mit polnischer Muttersprache (28 Evangelische, 4209 Katholiken sowie eine jüdische und eine sonstige Person), 71 mit einer anderen Sprache, und 681 Einwohner sprechen Deutsch und eine andere Sprache.                                                                                                 |

| Jahr | Einwohner | Quelle |
| ---- | --------- | ------ |
| 1960 | 34.099    |        |
| 1970 | 43.700    |        |
| 1973 | 61.600    |        |
| 1975 | 102.951   |        |
| 1978 | 114.600   |        |
| 1988 | 140.545   |        |
| 1997 | 144.943   |        |
| 2000 | 143.218   |        |
| 2002 | 142.742   |        |
| 2011 | 140.944   |        |
| 2016 | 139.252   | [ 19 ] |

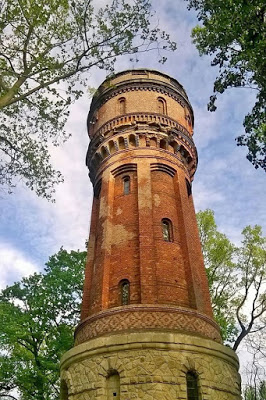
Wasserturm in Rybnik

Die Stadt hat 139.595 (Stand: 2015) Einwohner (davon 0,03 % Ausländer). Rybnik ist der Größe nach die 25. Stadt Polens. Die Fertilitätsrate liegt bei 1,273. Damit nimmt Rybnik den Spitzenplatz bei den polnischen Großstädten ein.

## Wirtschaft und Infrastruktur
- Das Kraftwerk Rybnik (Elektrownia Rybnik) ist mit 1776 Megawatt Leistung das größte Wärmekraftwerk Oberschlesiens und eines der größten in Polen.

2017 betrug die Arbeitslosenquote 4,3 %, bei Frauen 6,0 % und bei Männern 2,8 %. Damit lag sie unter dem Durchschnitt der Woiwodschaft Schlesien von 5,2 % und unter der gesamtpolnischen von 6,6 %.

## Sehenswürdigkeiten

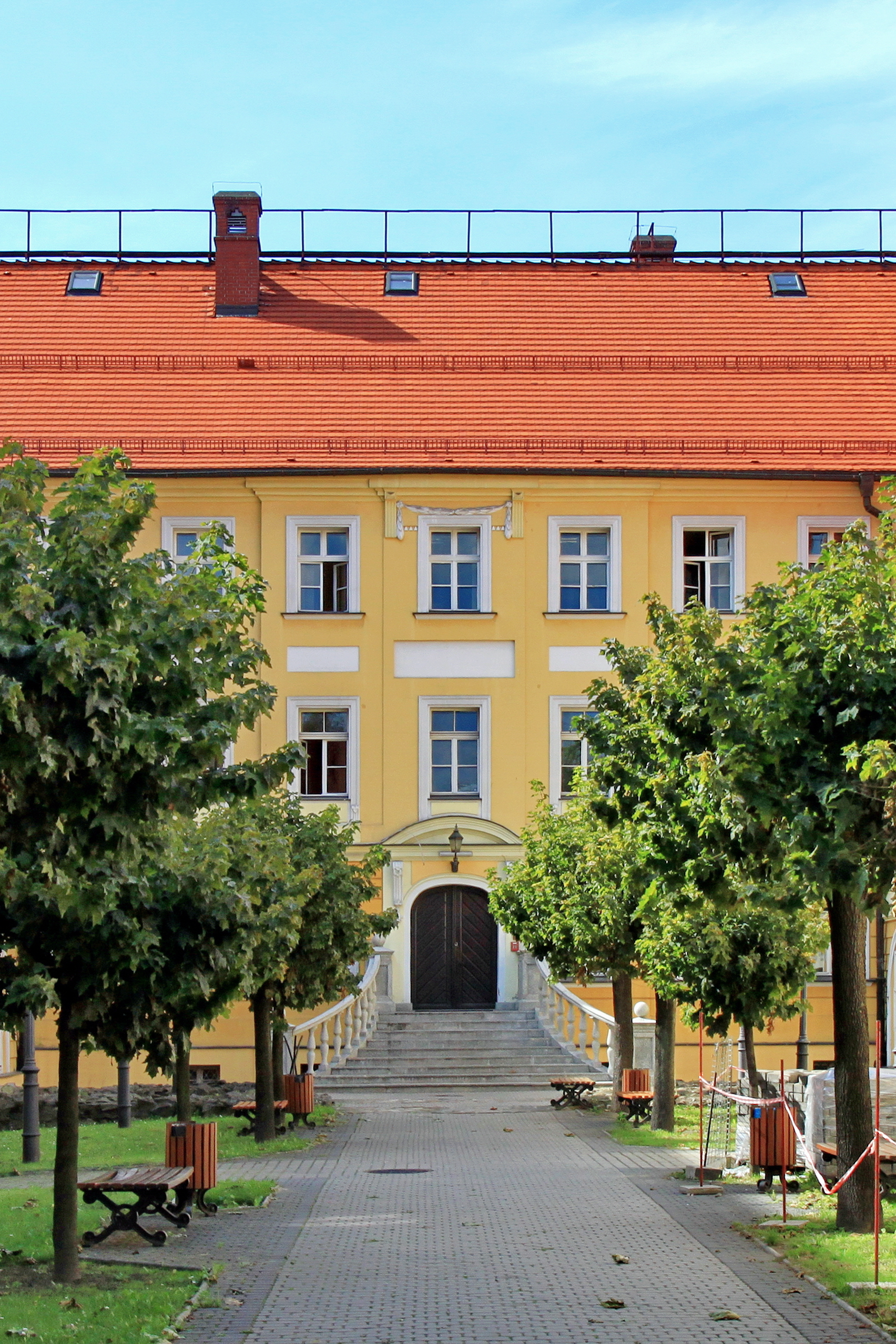
Rybniker Schloss

- St.-Antonius-Basilika,  1903–1907 als Kirche im neugotischen Stil entstanden nach Entwurf des Architekten Ludwig Schneider. Der neugotische Altar stammt aus der Werkstatt des Breslauer Kunsttischlers Carl Buhl. Im Altar befindet sich eine volkstümlich-barocke Schnitzfigur des hl. Antonius. Die Basilika ist mit zwei 95-m-hohen Türmen die höchste Kirche in Oberschlesien. 1993 wurde die Kirche vom Papst Johannes Paul II in den Rang einer Basilika (basilica minor) erhoben.
- Maria-Schmerzensmutter-Kirche,  1798–1801 nach Entwurf des Architekten Franz Ilgner errichtet. In der Kirche befinden sich vier Flachreliefs eines spätgotischen Triptychons mit Szenen aus dem Marienleben.
- Seitenflügel des Rybniker Schlosses, entstand 1776–1778 an  der Stelle einer in der zweiten Hälfte des 14. Jahrhunderts errichteten Burg. 1789 wurde der Hauptbau nach Entwurf des Architekten Franz Ilgner errichtet. Heute befindet sich das Bezirksgericht in dem Bau.
- Spätbarocke, von Engeln umgebene  Nepomukstatue auf dem Kirchplatz (pl. Kościelny). Sie stand ursprünglich vor dem Schlosstor und wurde als Stiftung des Grafen Karl Ferdinand von Wengerski 1728 von dem Ratiborer Bildhauer Johann Melchior Oesterreich geschaffen.
- Nepomukfigur auf dem Ring,  entstand 1736 als Stiftung des Barons von Strachwitz.
- Altes Rathaus am Ring,  wurde 1822 im Stil des Klassizismus erbaut.
- Landratsamt, erbaut 1887 im Stil der Neorenaissance
- Lutherische Kirche, erbaut 1790 durch Bauinspektor Ilgner durch Umbau einer Scheune. Bemerkenswert ist das strenge Portalmotiv aus einem Segmentbogentor mit darüber befindlichen querovalen Fenstern, gerahmt von breiten Vorlagen mit je zwei Konsolen. Im Inneren ist der Raum, von einer Empore umzogen, auf einen Kanzelaltar in der kurzen Bauachse orientiert.[22]

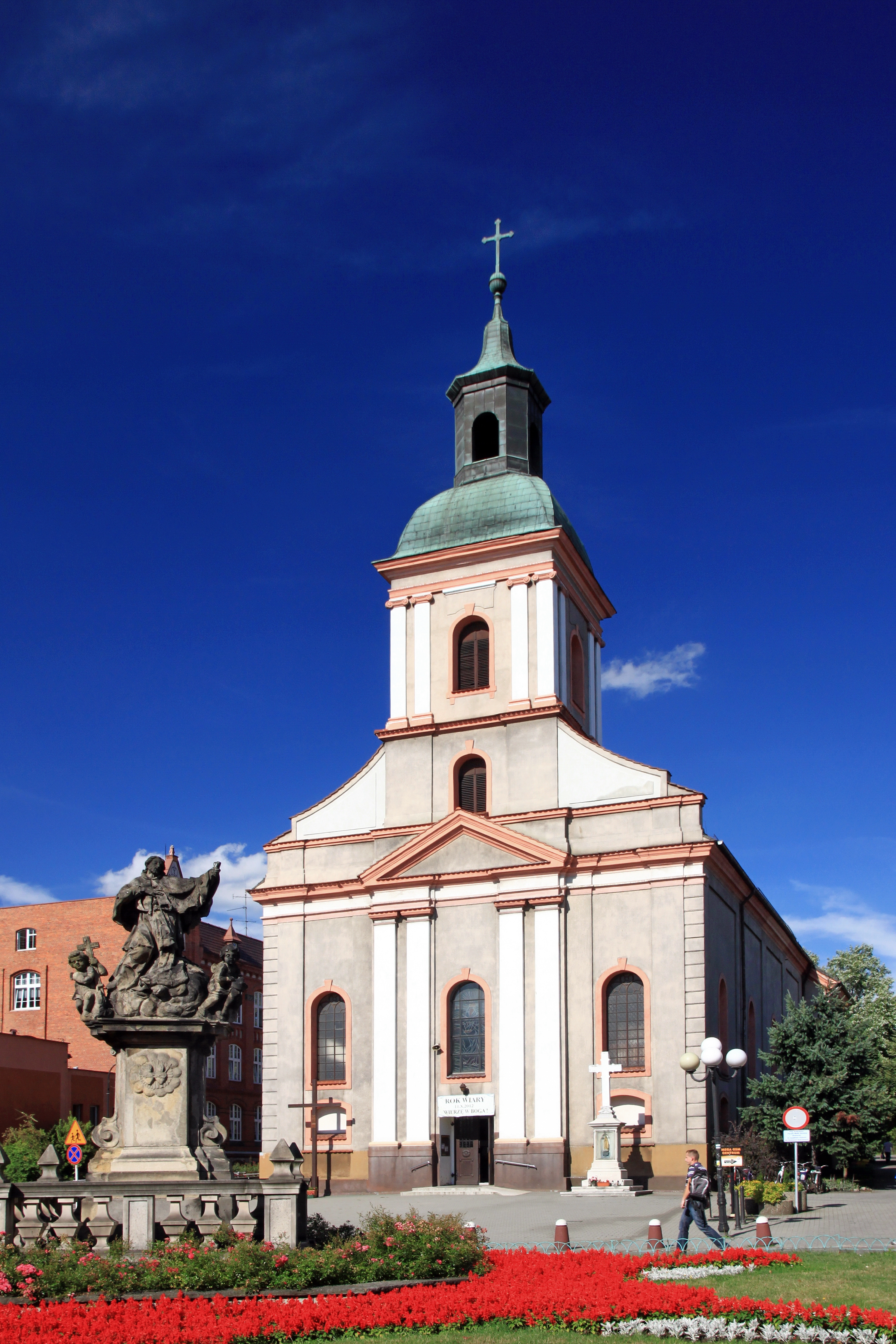
Maria-Schmerzensmutter-Kirche mit der Nepomukstatue
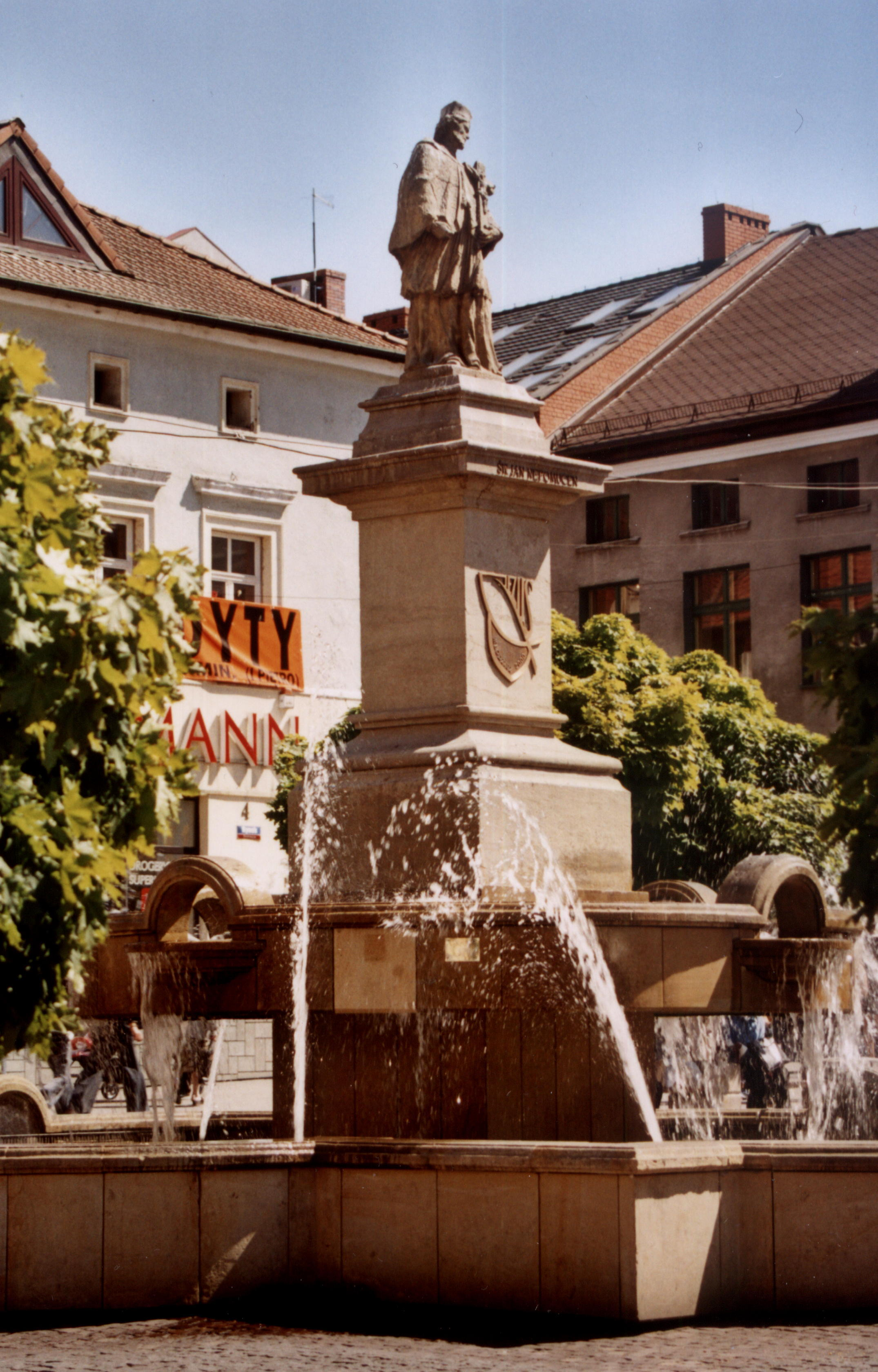
Nepomukstatue auf dem Ring
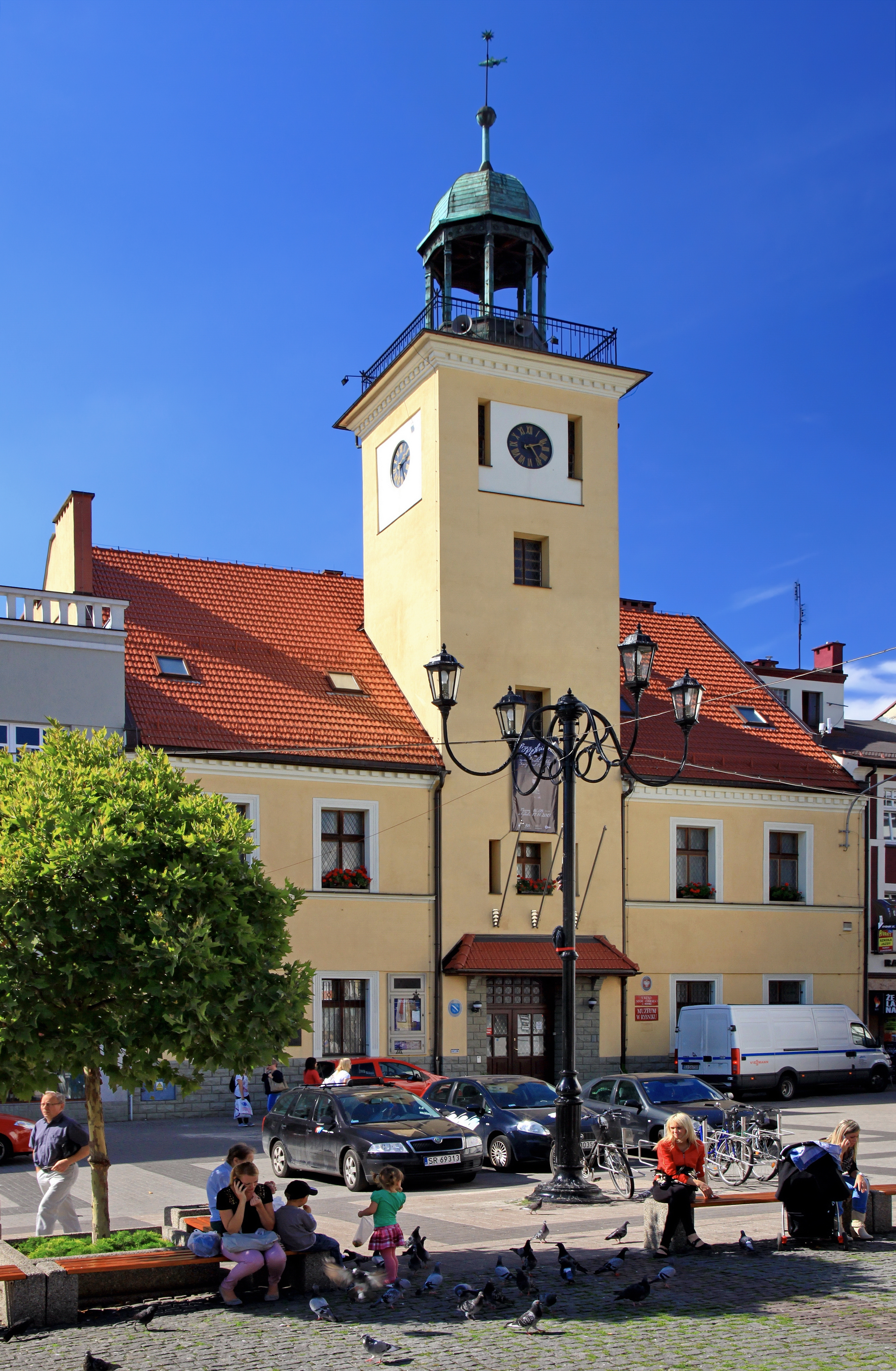
Altes Rathaus
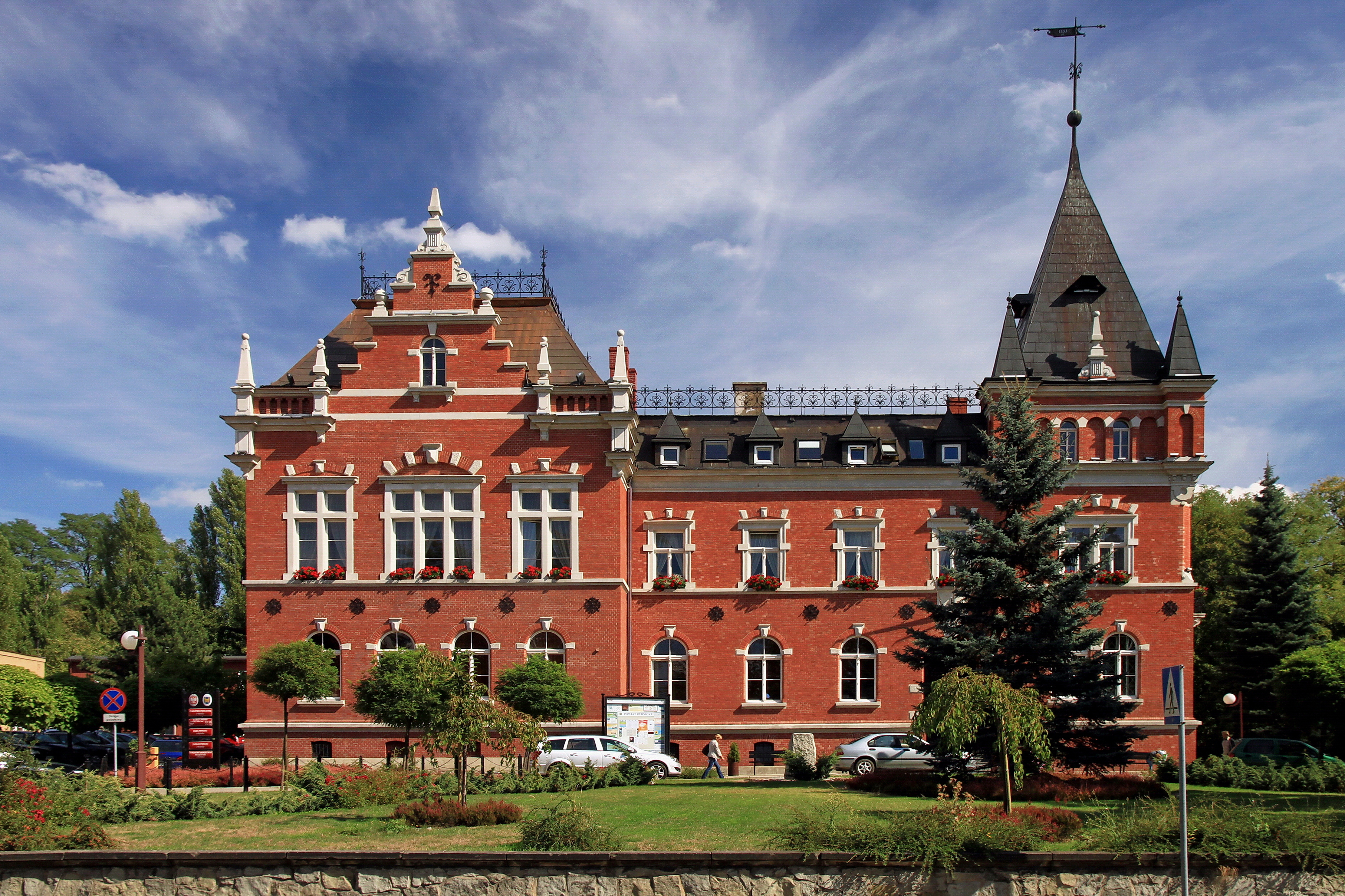
Altes Landratsamt
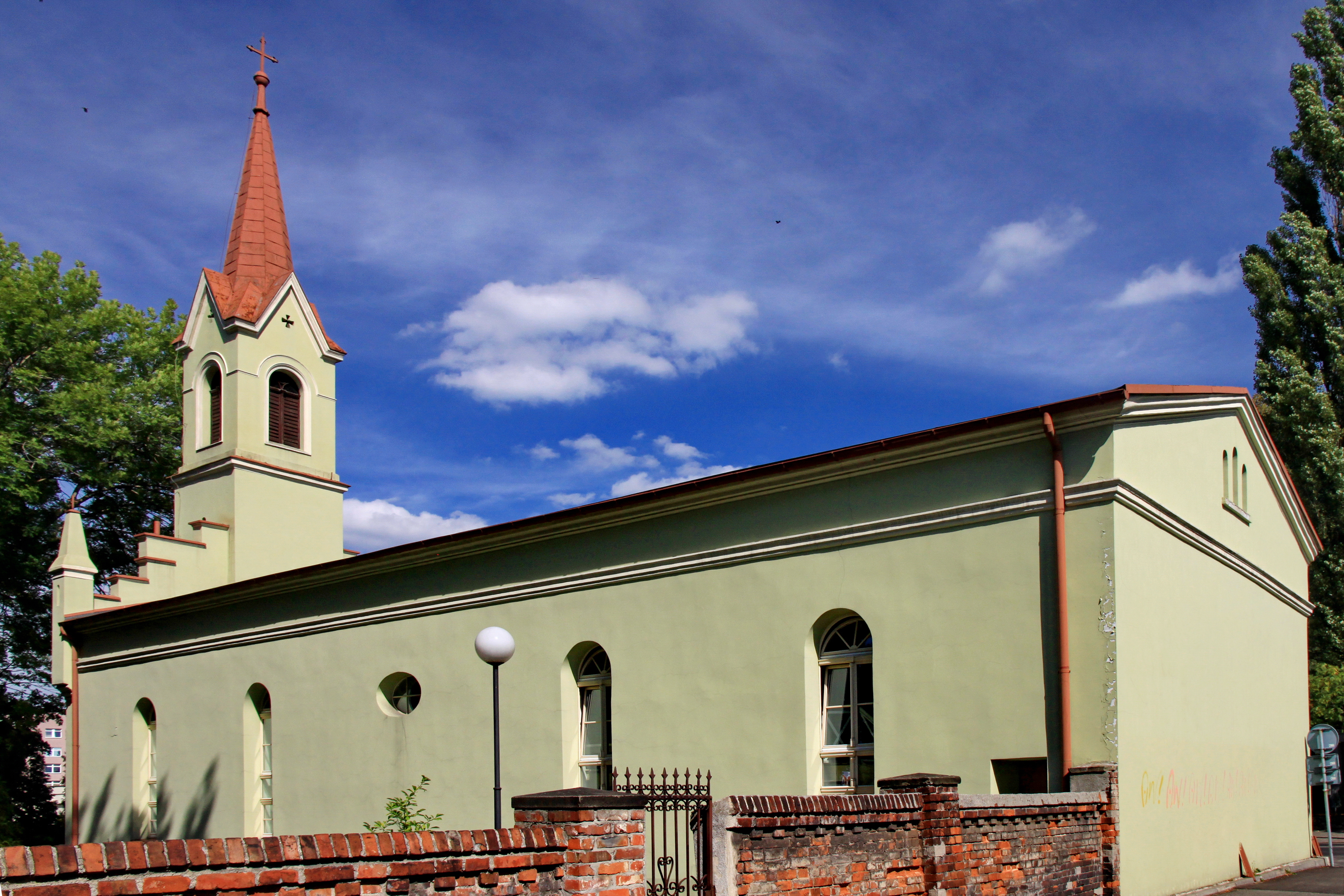
Lutherische Kirche

## Politik

### Stadtpräsident
An der Spitze der Stadtverwaltung steht ein Stadtpräsident, der von der Bevölkerung direkt gewählt wird. Seit 2014 ist dies Piotr Kuczera.
Bei der Wahl 2024 trat Kuczera, der inzwischen der PO angehört, erstmals offiziell für die KO an. Die Abstimmung brachte folgendes Ergebnis:
- Piotr Kuczera (Koalicja Obywatelska) 41,4 % der Stimmen
- Andrzej Sącek (Prawo i Sprawiedliwość) 29,4 % der Stimmen
- Tomasz Pruszczyński (Wahlkomitee „Besseres Rybnik“) 19,4 % der Stimmen
- Kryzysztof Kazek (Wahlkomitee „Lokaler Regierungsblock Rybnik“) 9,8 % der Stimmen

In der damit notwendigen Stichwahl wurde Kuczera mit 53,8 % der Stimmen gegen Sącek wiedergewählt.
Bei der Wahl 2018 trat Kuczera erneut mit seinem eigenen Wahlkomitee als Stadtpräsident an, wurde aber auch von der KO unterstützt. Die Abstimmung brachte folgendes Ergebnis:
- Piotr Kuczera (Wahlkomitee „Gemeinsam für Rybnik und Piotr Kuczera“) 61,1 % der Stimmen
- Łukasz Dwornik (Prawo i Sprawiedliwość) 23,5 % der Stimmen
- Michał Chmieliński (Wahlkomitee „Lokaler Regierungsblock Rybnik – Adam Fudali“) 6,3 % der Stimmen
- Tadeusz Gruszka (Wahlkomitee „Lokale Demokratische Bewegung Tadeusz Gruszka“) 5,1 % der Stimmen
- Zbigniew Ciokan (Kukiz’15) 2,2 % der Stimmen
- Übrige 1,8 % der Stimmen

Damit wurde Kuczera bereits im ersten Wahlgang wiedergewählt.

### Stadtrat
Der Stadtrat besteht aus 25 Mitgliedern und wird direkt gewählt. Obwohl Stadtpräsident Kuczera nunmehr für die KO antrat, beteiligte sich sein eigenes Wahlkomitee mit einer Liste an der Stadtratswahl 2024. Diese führte zu folgendem Ergebnis:
- Koalicja Obywatelska (KO) 30,3 % der Stimmen, 8 Sitze
- Prawo i Sprawiedliwość (PiS) 29,8 % der Stimmen, 8 Sitze
- Wahlkomitee „Gemeinsam für Rybnik und Piotr Kuczera“ 15,5 % der Stimmen, 5 Sitze
- Wahlkomitee „Lokaler Regierungsblock Rybnik“ 12,3 % der Stimmen, 2 Sitze
- Wahlkomitee „Besseres Rybnik“ 12,2 % der Stimmen, 2 Sitze

Die Stadtratswahl 2018 führte zu folgendem Ergebnis:
- Koalicja Obywatelska (KO) 28,0 % der Stimmen, 7 Sitze
- Prawo i Sprawiedliwość (PiS) 27,3 % der Stimmen, 9 Sitze
- Wahlkomitee „Gemeinsam für Rybnik und Piotr Kuczera“ 21,9 % der Stimmen, 6 Sitze
- Wahlkomitee „Lokaler Regierungsblock Rybnik – Adam Fudali“ 11,8 % der Stimmen, 3 Sitze
- Wahlkomitee „Lokale Demokratische Bewegung Tadeusz Gruszka“ 5,2 % der Stimmen, kein Sitz
- Kukiz’15 3,1 % der Stimmen, kein Sitz
- Übrige 2,6 % der Stimmen, kein Sitz

### Städtepartnerschaften
Rybnik listet folgende zwölf Partnerstädte auf:
| Stadt           | Land                   | seit |
| --------------- | ---------------------- | ---- |
| Bar             | Ukraine                | 2007 |
| Bedburg-Hau     | Deutschland            |      |
| Dorsten         | Deutschland            | 1994 |
| Eurasburg       | Deutschland            | 2001 |
| Haderslev       | Dänemark               |      |
| Iwano-Frankiwsk | Ukraine                | 2001 |
| Karviná         | Tschechien             | 2004 |
| Larisa          | Griechenland           | 2003 |
| Liévin          | Frankreich             | 2000 |
| Mazamet         | Frankreich             | 1993 |
| Newtownabbey    | Vereinigtes Königreich | 2003 |
| Saint Vallier   | Frankreich             | 1961 |
| Szolnok         | Ungarn                 |      |
| Topoľčany       | Slowakei               | 2008 |
| Region Vilnius  | Litauen                | 2000 |

## Persönlichkeiten

### Söhne und Töchter der Stadt
- Rudolf von Stengel (1772–1828), preußischer Generalmajor
- Wilhelm Loewenthal (1850–1894), französischer Mediziner, Hygieniker und Forscher
- Otto Landsberg (1869–1957), deutscher Politiker (SPD), MdR, Mitglied im Rat der Volksbeauftragten, Reichsjustizministerium
- Vally Walter (1877–1962), Malerin
- Hermann Boehm (1884–1972), Admiral im Zweiten Weltkrieg
- Hugo Perls (1886–1977), Kunsthändler und Kunstsammler
- Herbert Siegmund (1892–1954), Pathologe
- Albert Mücke (1894–1958), Widerstandskämpfer gegen den Nationalsozialismus, Oberbürgermeister von Meißen
- Paul Deutsch (1901–1977), Betriebswirt und Hochschullehrer
- Ernst Buchalik (1905–?), Psychiater, der an nationalsozialistischen Verbrechen im Rahmen der „Kinder-Euthanasie“ beteiligt war
- Otto Ogiermann (1912–2005), katholischer Ordenspriester und Autor, geboren in Paruschowitz
- Wilhelm Kabus (1918–1996), Bezirksbürgermeister von Berlin-Schöneberg
- Dietrich Mücke (1920–2014), Mediziner
- Joanna Konarzewska (1926–1991), Malerin, Graphikerin, Innenausstatterin und Kunstpädagogin
- Lidia Grychtołówna (* 1928), Pianistin
- Franz Bydlinski (1931–2011), Rechtswissenschaftler
- Alfred Thomalla (1934–2018), Szenenbildner und Filmarchitekt
- Siegfried Weiß (1942–2020), Kunsthistoriker, Künstler und Kunsterzieher
- Norbert Mateusz Kuźnik (1946–2006), Komponist, Musiktheoretiker, Organist und Orgelbauer
- Piotr Paleczny (* 1946), Pianist
- Jan Olbrycht (* 1952), Politiker
- Bolesław Piecha (* 1954), Politiker
- Anna Janko (* 1957), Schriftstellerin, Lyrikerin und Literaturkritikerin
- Krzysztof Popek (* 1957), Jazzmusiker
- Wojciech Niedziela (* 1961), Jazzmusiker
- Grzegorz Lerka (* 1969), Künstler
- Adam Dziurok (* 1972), Historiker
- Jerzy Dudek (* 1973), Fußballspieler
- Witold Wawrzyczek (* 1973), Fußballspieler
- Thomas Zdebel (* 1973), Fußballspieler
- Thomas Godoj (* 1978), Rocksänger
- Monika Soćko (* 1978), Schachspielerin
- Ewa Sonnet (* 1985), Fotomodell und Sängerin
- Mariusz Prudel (* 1986), Beachvolleyballspieler
- Karina Cyfka (* 1987), Schachspielerin
- Kuba Więcek (* 1994), Jazzmusiker
- Piotr Kuczera (* 1995), Judoka
- Julia Kowalczyk (* 1997), Judoka
- Alicja Klasik (* 2004), Degenfechterin
- Fabian Suchodolski (* 2004), Biathlet

### Weitere Persönlichkeiten, die mit der Stadt in Verbindung stehen
- Hans Lukaschek (1885–1960), 1916 bis 1919 Bürgermeister, 1919 Landrat von Rybnik
- Georg Paul Heyduck (1898–1962), aufgewachsen in Rybnik, bis 1945 freischaffender Maler in Breslau
- Friedrich Nowottny (* 1929), der ehemalige WDR-Intendant besuchte die Schule in Rybnik
- Henryk Mikołaj Górecki (1933–2010), Komponist und Ehrenbürger der Stadt.